# Roodborsttoekan
De roodborsttoekan (Ramphastos dicolorus) is een vogel uit de familie Ramphastidae (toekans).

## Kenmerken
Het verenkleed van deze 50 cm lange vogel bestaat uit een rood met gele borst en onderzijde. Verder heeft de vogel een groene snavel, een rode oogvlek en een rode stuit.

## Verspreiding en leefgebied
Deze soort komt voor in zuidoostelijk Brazilië, oostelijk Paraguay en noordoostelijk Argentinië.

## Status
De grootte van de populatie is niet gekwantificeerd maar de soort wordt omschreven als vrij algemeen. Op de Rode lijst van de IUCN heeft deze soort de status niet bedreigd.